# 국가지원지방도 제17호선
국가지원지방도 제17호선 (고흥~고흥선)은 전라남도 고흥군 도화면과 [[포두면]을 잇는 대한민국의 국가지원지방도이다. 기존의 지방도 제855호선 일부 구간을 국가지원지방도로 전환하여 만든 노선이다.

## 연혁
- 2025년 7월 11일: '고흥~고흥선'으로 국가지원지방도 제17호선을 새로 신설함.[2]